# Solj-Ileck
Solj-Ileck (ruski: Соль-Иле́цк) je grad u Orenburškoj oblasti u Rusiji. Nalazi se na obalama rijeke Ileka, pritoke Urala, nedaleko od granice s Kazahstanom. Grad je udaljen 70 km od Orenburga. Prema popisu iz 2008. godine, imao je 26.493 stanovnika.
Solj-Ileck je osnovan 1754. godine kao kozačka utvrda Iljeckaja Zaščita (Илецкая Защита), a status grada stječe 1865. godine. Današnji naziv nosi od 1945. godine.

## Vanjske poveznice
- Službena stranica (rus.)